# Peperomia tenerrima
Peperomia tenerrima är en pepparväxtart som beskrevs av Schlecht. & Cham.. Peperomia tenerrima ingår i släktet peperomior, och familjen pepparväxter. Inga underarter finns listade i Catalogue of Life.